# Dombeya elegans
Dombeya elegans är en malvaväxtart som beskrevs av Eugène Jacob de Cordemoy. Dombeya elegans ingår i släktet Dombeya och familjen malvaväxter. Utöver nominatformen finns också underarten D. e. virescens.

## Bildgalleri

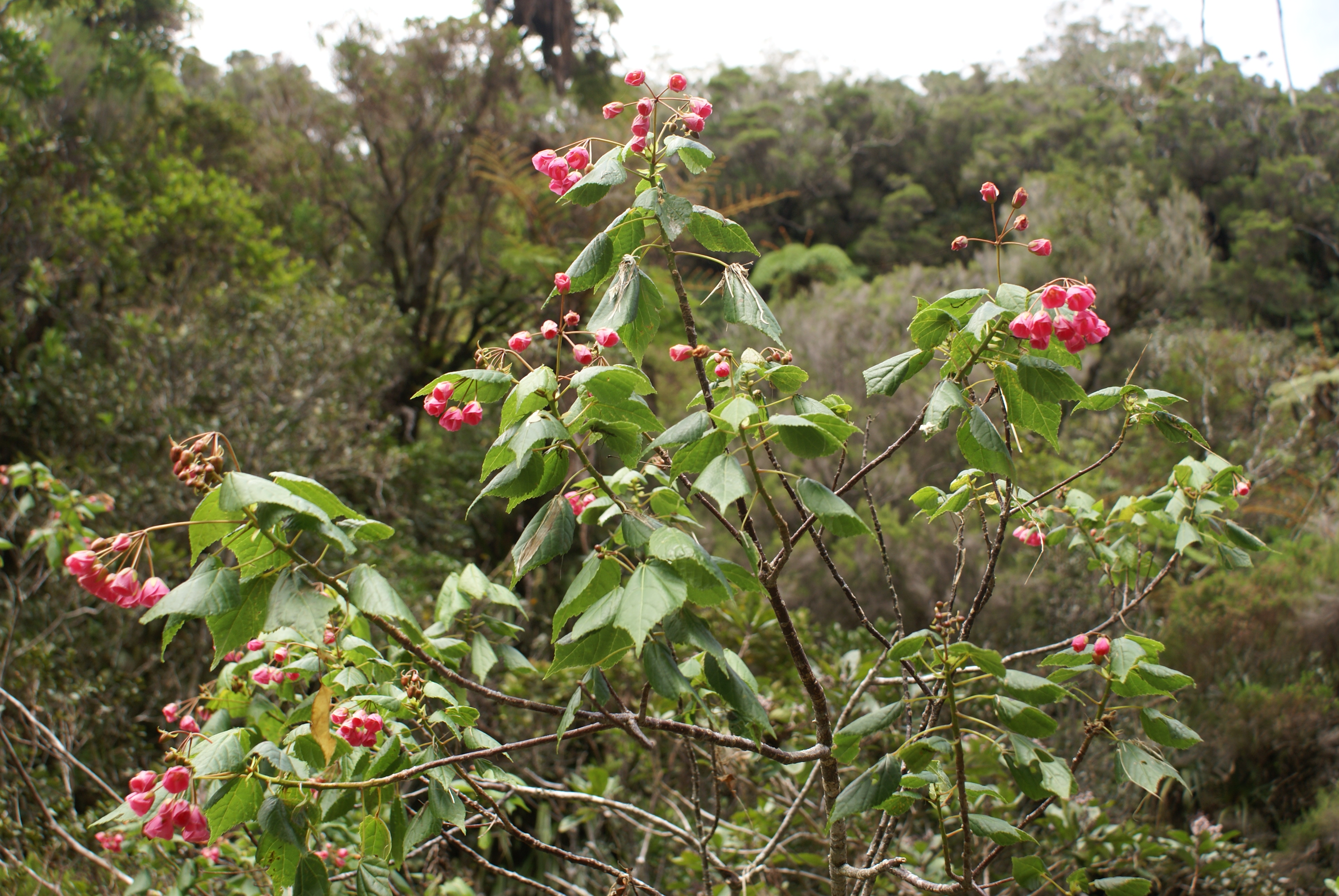
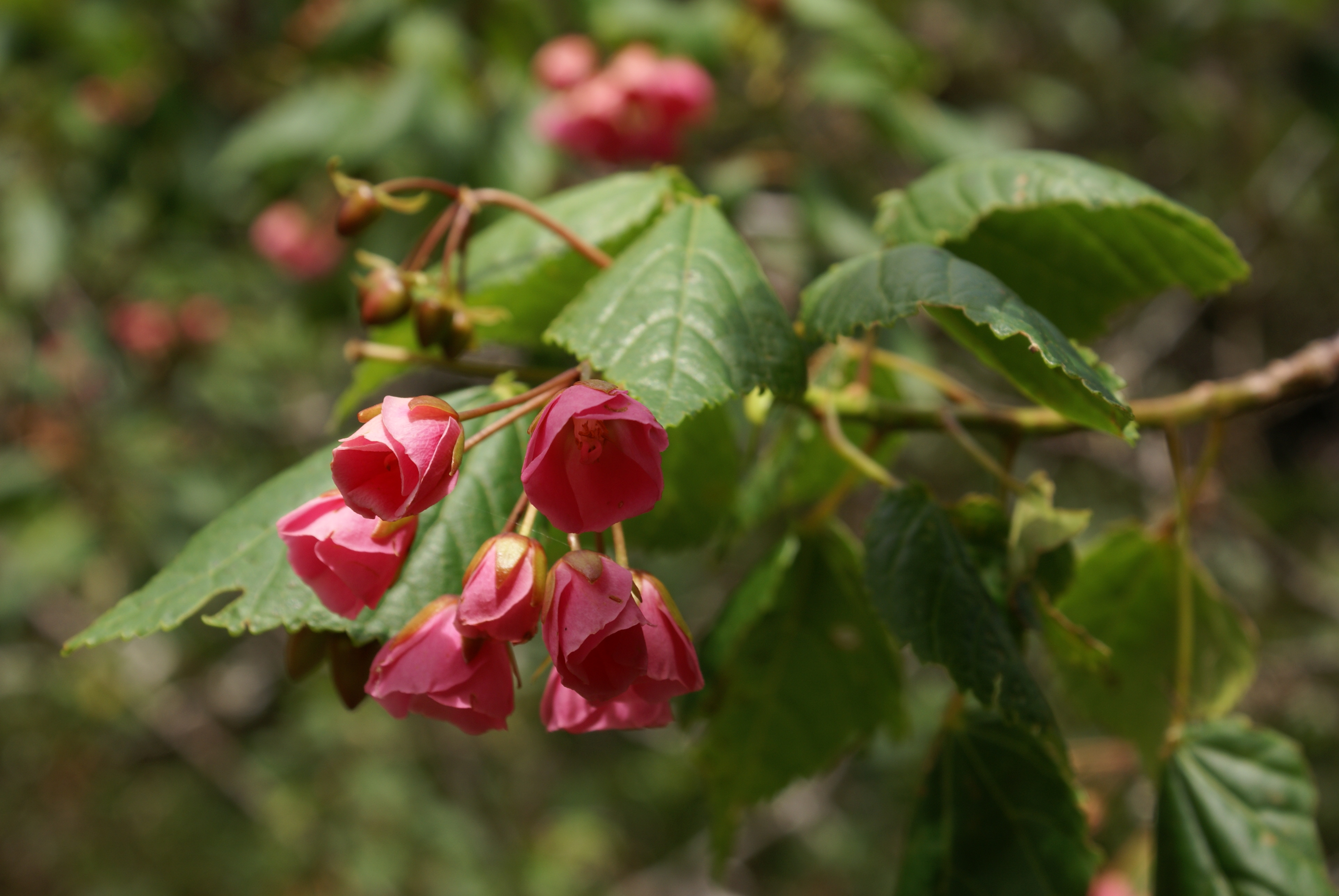
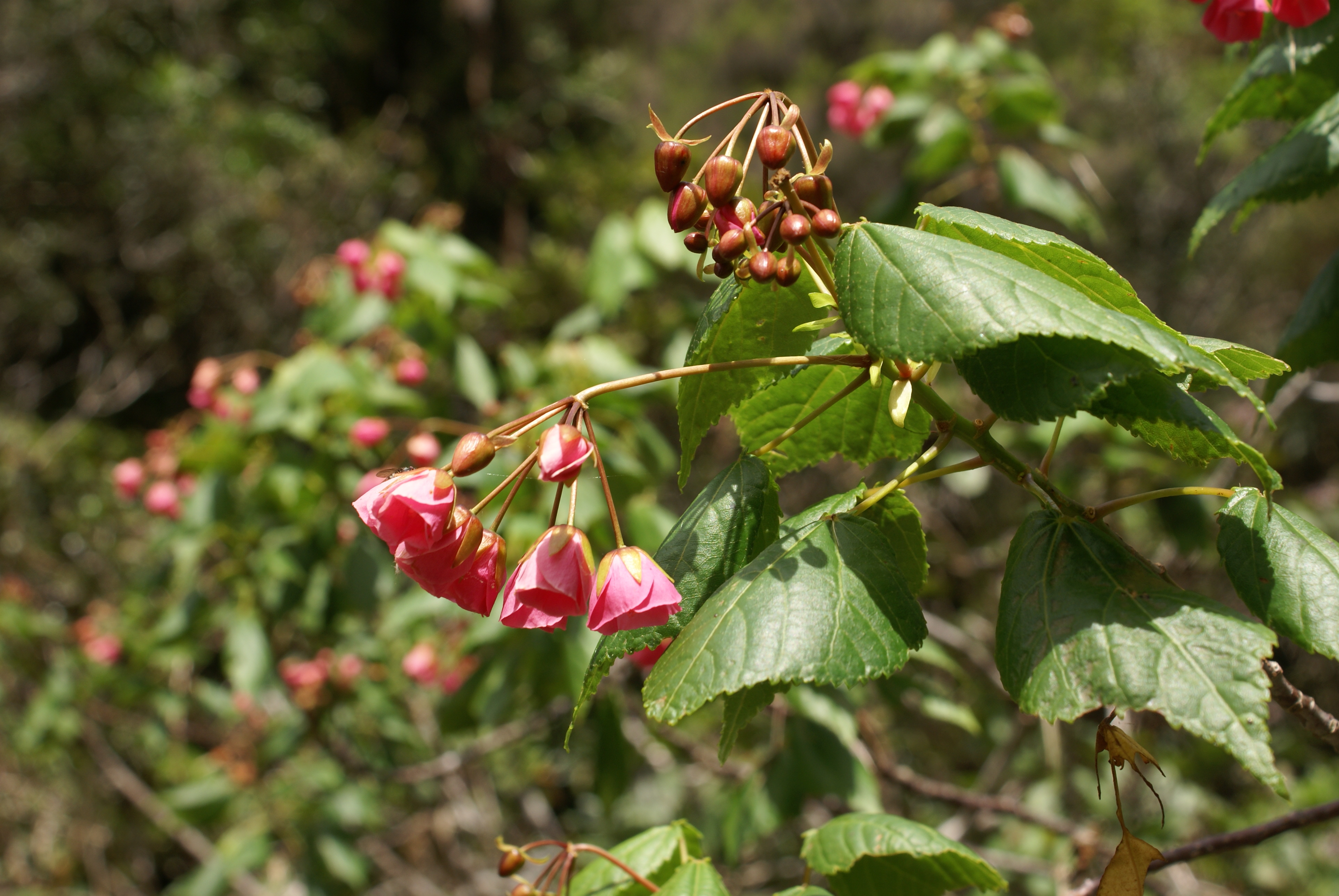
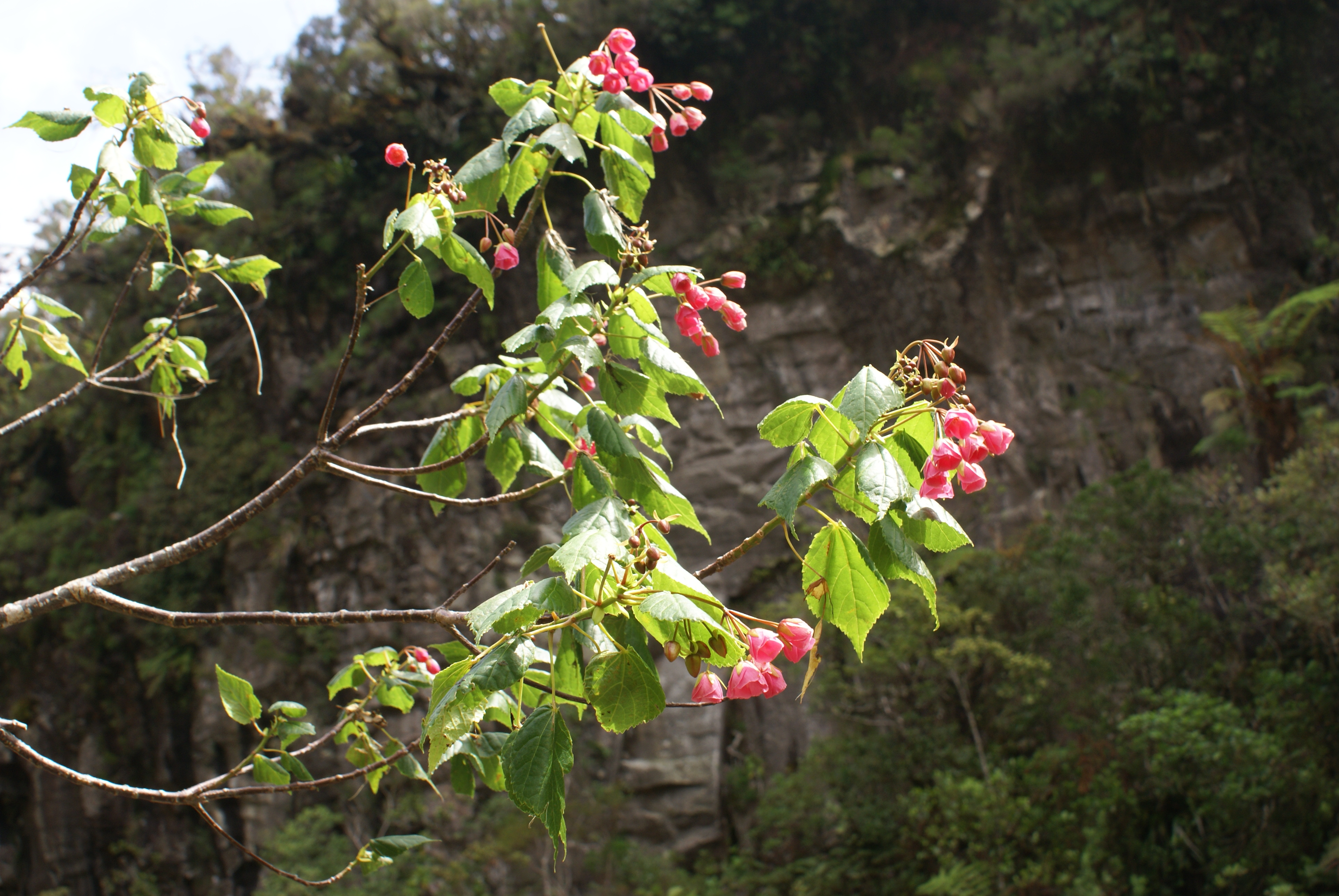
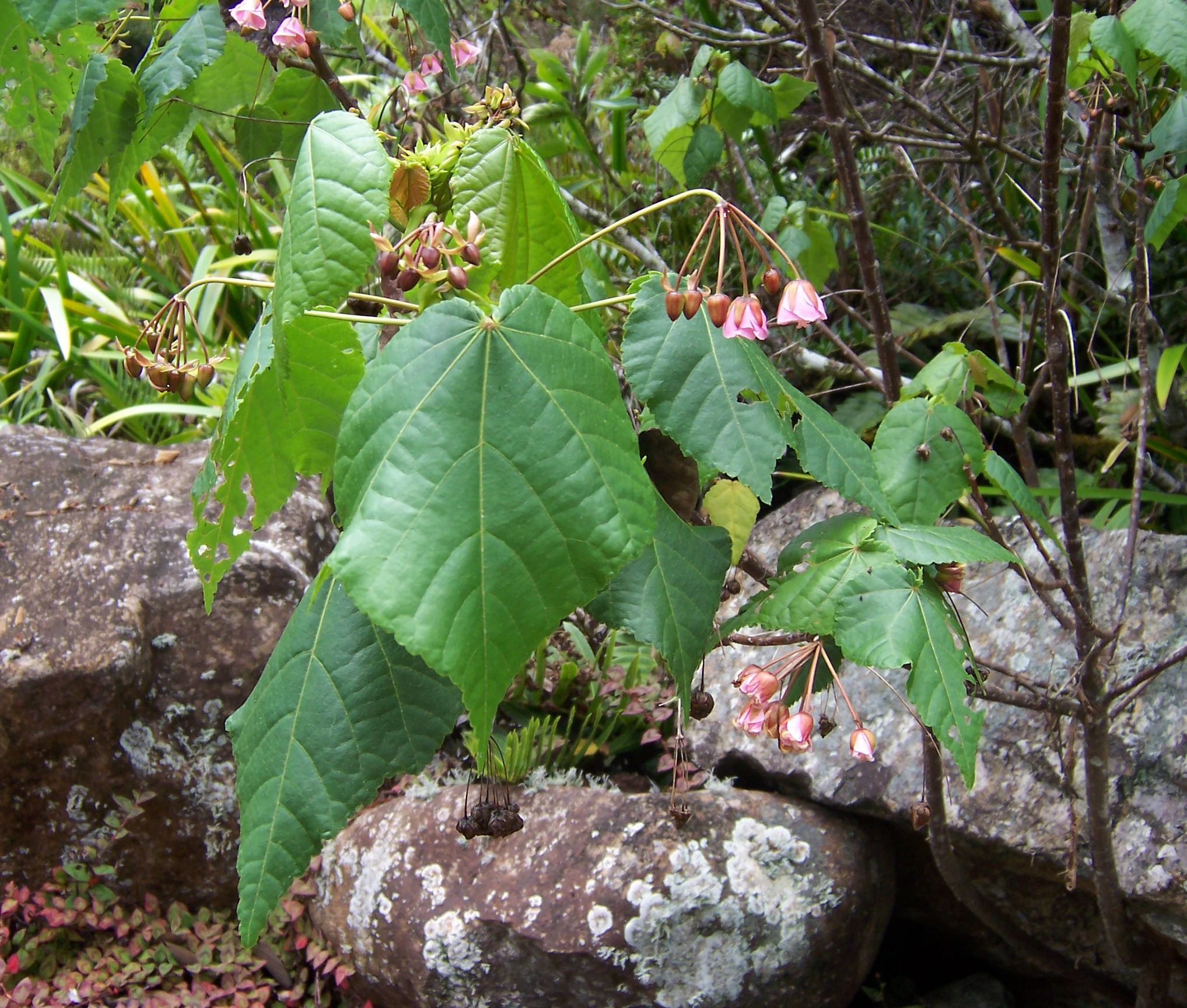